# Mandres-sur-Vair
Mandres-sur-Vair é uma comuna francesa na região administrativa de Grande Leste, no departamento de Vosges. Estende-se por uma área de 11,93 km². Em 2010 a comuna tinha 574 habitantes (densidade: 48,1 hab./km²).